# Gnathium vandykei
Gnathium vandykei är en skalbaggsart som beskrevs av Macswain 1952. Gnathium vandykei ingår i släktet Gnathium och familjen oljebaggar. Inga underarter finns listade i Catalogue of Life.